# فورد تورنیو

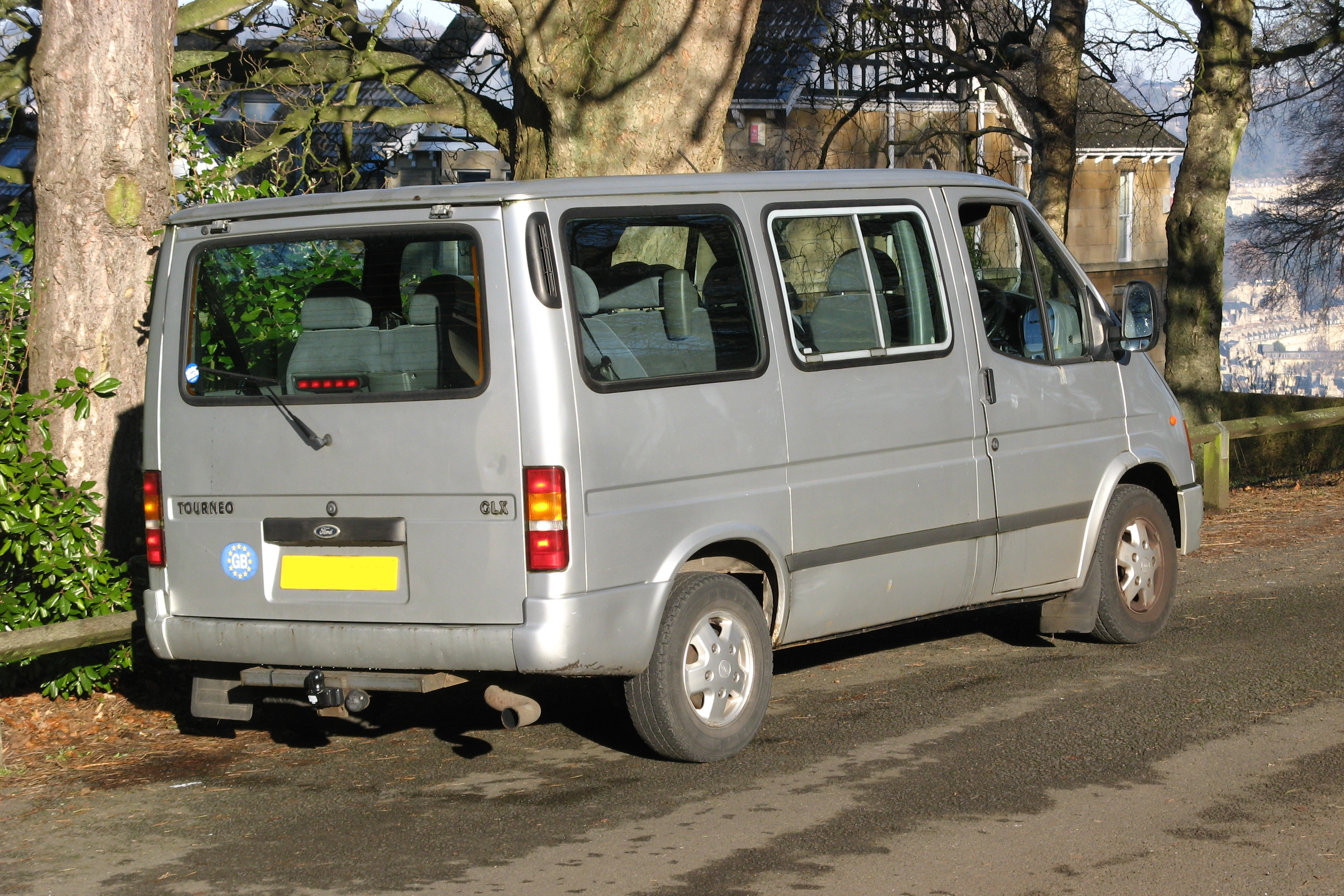

فورد تورنیو (Ford Tourneo) خودرویی است که از دههٔ ۱۹۹۰ میلادی تاکنون در ایزمیت و ترکیه تولید شده‌است. 
این خودرو در کلاس مینی‌ون قرار گرفته، طراحی آن خودروهای موتور جلو-محور عقب، خودروهای موتور جلو-محور جلو بوده طول آن در حالت طبیعی ۴٬۸۶۳ میلیمتر (۱۹۱٫۵ اینچ) و  عرض آن در حالت طبیعی ۲٬۳۷۴ میلیمتر (۹۳٫۵ اینچ) و  ارتفاع آن در حالت طبیعی ۱٬۹۸۹ میلیمتر (۷۸٫۳ اینچ)  است. سیستم جعبه‌دندهٔ آن ۵ دنده به صورت دستی است.